# Reinhard Roß
Reinhard Roß (* 12. Mai 1950 in Berlin; † 30. Oktober 2021) war ein deutscher Politiker (SPD). 

## Werdegang
Roß machte 1969 das Abitur und studierte anschließend an der Fachhochschule für Verwaltung und Rechtspflege Berlin. 1973 schloss er das Studium als Diplom-Verwaltungswirt (FH) ab. Er arbeitete bis 1985 im Senat von Berlin und bis 1990 als Angestellter in der Karl-Bonhoeffer-Nervenklinik. 1990 wurde er Landesgeschäftsführer der SPD Berlin.
1970 trat Roß der SPD bei. Bei der Berliner Wahl 1975 wurde er in die Bezirksverordnetenversammlung des Bezirks Reinickendorf gewählt. Bei der Wahl 1985 wurde er in das Abgeordnetenhaus von Berlin gewählt. Er war ab 1995 der Vorsitzende des Petitionsausschusses, bis er 2001 aus dem Parlament ausschied.